# Земля и фабрика
«Земля́ и фа́брика» (ЗИФ) — советское государственно-акционерное издательское общество 1920-х годов. Основано в 1922 году. Выпускало отдельные произведения и собрания сочинений советских писателей, классиков зарубежной литературы, а также периодические издания. В 1930 году вошло в состав Государственного издательства художественной литературы.

## Серии
- Русская художественная литература
- Иностранная художественная литература
- Библиотека краеведения и приключений
- Библиотека критики и искусствоведения, литературные памятники и мемуары
- Рабоче-крестьянская библиотека
- Библиотека сатиры и юмора
- Библиотека русской и иностранной критики

## Журналы
- «Тридцать дней»
- «Всемирный следопыт»
- «Вокруг света» (в качестве приложения к «Всемирному следопыту»)
- «Турист» (в качестве приложения к «Всемирному следопыту»)
- «Земля Советская»
- Альманах «Земля и фабрика»
- Альманах «Ровесники»